# Jarosław Brysiewicz
Jarosław Brysiewicz (ur. 23 lutego 1962 w Białymstoku) – polski urzędnik państwowy, w latach 2005–2007 podsekretarz stanu w Ministerstwie Spraw Wewnętrznych i Administracji, w latach 2015–2016 zastępca szefa Biura Bezpieczeństwa Narodowego.

## Życiorys
Absolwent Zespołu Szkół Mechanicznych w Łapach. Ukończył następnie studia prawnicze, odbył również podyplomowe studia menedżerskie w Szkole Głównej Handlowej w Warszawie. Pracował jako nauczyciel naprawy samochodów w Łapach. Uzyskał później uprawnienia doradcy podatkowego. Był dyrektorem zakładu transportu samochodowego Poczty Polskiej w Olsztynie, a także dyrektorem biura działalności gospodarczej i zezwoleń w warszawskim urzędzie miejskim, gdzie podjął pracę w okresie prezydentury Lecha Kaczyńskiego.
W 2005 został podsekretarzem stanu w MSWiA odpowiedzialnym za sprawy logistyki, zamówień publicznych, zezwoleń i koncesji. Funkcję tę pełnił do 2007. Był także m.in. doradcą szefa BBN, dyrektorem biura organizacji finansów i kontrolingu w Ministerstwie Sprawiedliwości oraz zastępcą dyrektora Biura Dyrektora Generalnego w Ministerstwie Nauki i Szkolnictwa Wyższego. 11 sierpnia 2015 prezydent Andrzej Duda powierzył mu stanowisko zastępcy szefa Biura Bezpieczeństwa Narodowego. 1 listopada 2016 został odwołany ze stanowiska. W grudniu 2016 nominowany do zarządu Polskich Sieci Elektroenergetycznych.